# Novosemenivka, Ivanivka
Novosemenivka (în ucraineană Новосеменівка) este localitatea de reședință a comunei Novosemenivka din raionul Ivanivka, regiunea Herson, Ucraina.

## Demografie
Componența lingvistică a localității Novosemenivka
     Ucraineană (88,14%)
     Rusă (7,46%)
     Română (2,37%)
     Romani (1,86%)
     Alte limbi (0,17%)
Conform recensământului din 2001, majoritatea populației localității Novosemenivka era vorbitoare de ucraineană (88,14%), existând în minoritate și vorbitori de rusă (7,46%), română (2,37%) și romani (1,86%).